# Rita Gorr
Rita Gorr   (Zelzate, 18 de febrer de 1926 - Benidorm, 22 de gener de 2012) va ser una mezzosoprano belga. Propietària d'una veu de gran amplitud i rica en tonalitats, i amb gran talent com a actriu, es va destacar especialment en rols dramàtics, tals com Ortrud (Lohengrin) i Amneris (Aida), dos dels seus rols més famosos. Va realitzar una carrera internacional notable i extensa, cantant fins a una edat avançada.
Nascuda Marguerite Geimart, va començar els estudis vocals a la seva ciutat natal amb la professora que havia guiat Vina Bovy i aquest primer entrenament va durar dos anys. Va prosseguir la seva preparació a Brussel·les a partir de 1943. El 1946 va sobresortir en el concurs de Verviers. El 1949 va debutar a Anvers en substitució d'una col·lega indisposta que interpretava Fricka en una valquíria cantada en flamenc. A partir de llavors va començar a fer-se conèixer en altres ciutats belgues i a Brussel·les, on havia realitzat cursos de perfeccionament al Conservatori.
A Estrasburg va estudiar amb Germaine Hörner. El seu debut a França es va produir en l'Òpera d'Estrasburg, companyia en la que es va mantenir entre 1949 i 1952 i amb la que va adquirir una gran experiència en freqüentar els papers de Dalila, Fricka, Venus, Margared (Le Roi d'Ys), Hérodiade i Amneris. El 1952 va guanyar un concurs de cant a Lausana i va ser contractada per l'Òpera de París. Els seus primers passos allà es van produir a través de la Magdalene d’Els mestres cantaires i després van aparèixer papers poc adequats a les possibilitats vocals de la cantant. En els tres anys transcorreguts des d'aquesta data va haver de passar de Rigoletto a Les Indes galantes i a Oberon.
Després d'alguns mesos d'actuacions al seu país d'origen va tornar a l'Opéra per a un rol a l'altura de les seves condicions: Venus a la producció de Tannhäuser. Ja consolidada en la companyia va compartir el cartell amb col·legues com Ines Chabannes, Denise Scharley i Helène Bouvier fins a 1972. Entre els punts més alts d'aquesta participació hi ha l'Aida de 1959 al costat de Renata Tebaldi, Samson et Dalila i la creació mundial de l'original francès de Dialogues des Carmélites el 1957 sota la direcció de Pierre Dervaux. En aquesta ocasió va abordar el paper de la mare Maria. També va participar en funcions d’Orfeo, Der Rosenkavalier (Oktavian), Medea (en francès; protagonista) i Don Carlo, compartint inoblidables jornades wagnerianes al costat de Régine Crespin: Tannhäuser i Lohengrin conduïts per Knappertsbusch.
El 1958, Gorr va debutar a Bayreuth amb Frickas a Das Rheingold i Die Walküre, així com amb la Tercera Norna de Götterdämmerung. El seu mentor va ser Wolfgang Windgassen, amb qui la mezzo havia cantat Lohengrin a Estrasburg. Poc després el tenor i el regista Wieland Wagner li van oferir la Kundry de Parsifal que va rebutjar per no desplaçar Régine Crespin, en aquell moment "propietària" del personatge. El 1959 va ser una formidable Ortrud a Lohengrin al costat de Kónya, Grümmer i Blanc, amb la conducció de Matacic. En 1959 Gorr va ser aplaudida al Covent Garden, on aniria tornant fins a 1971. El 2 de maig de 1960 va debutar a La Scala de Milà com Kundry a Parsifal, compartint l'escenari amb Kónya, Neidlinger, Christoff, Stern i Maionica, i la direcció de Cluytens. Aquest èxit es va repetir l'abril de l'any següent. Altres escenaris de la península en la qual es va presentar van ser Nàpols i Roma. També va ser altament apreciada en l'Òpera de l'Estat de Viena.
En 1962 Gorr va ser artista hoste de l'Òpera de Chicago. Va debutar al Metropolitan de Nova York el 17 d'octubre del mateix any amb Aida, al costat d'Amara, Bergonzi, Sereni i Siepi. El 1963 va repetir algunes funcions al costat de Leontyne Price i la direcció de Solti i el 1964 va participar en la gira de la companyia a Boston, reiterant el rol de la princesa egípcia en companyia de Birgit Nilsson i Jess Thomas. A la sala novaiorquesa es va mostrar com Santuzza a Cavalleria rusticana, Eboli en el Don Carlo (1963), Waltraute a Götterdämmerung i Assutzena a Il Trovatore. El seu últim paper per a la companyia va ser Dalila, que va encarnar al costat de Jess Thomas i Gabriel Bacquier. Nova York també la va escoltar al Carnegie Hall; Charlotte a Werther (1964) en una actuació compartida amb Nicolai Gedda. Va cantar també a l'Òpera de Dallas Samson et Dalila, el 1964 (al costat de Mario del Monaco). La temporada 1964-1965 va cantar Samson et Dalila al Liceu de Barcelona. La temporada 1997-1998 ho feu amb la Filipievna d'Eugeni Oneguin.
Rita Gorr va descartar els viatges llargs i per això no va ser coneguda en places tan importants com Buenos Aires, Tòquio o Sydney. Tanmateix va ser aplaudida en sales europees com el São Carlos de Lisboa amb el Don Carlo (1964; Browenstijn, Gibin, Bruscantini i Siepi, sota Karajan) i Montecarlo amb Werther (1963, al costat d'Abel Lance).